# Abdagases I.

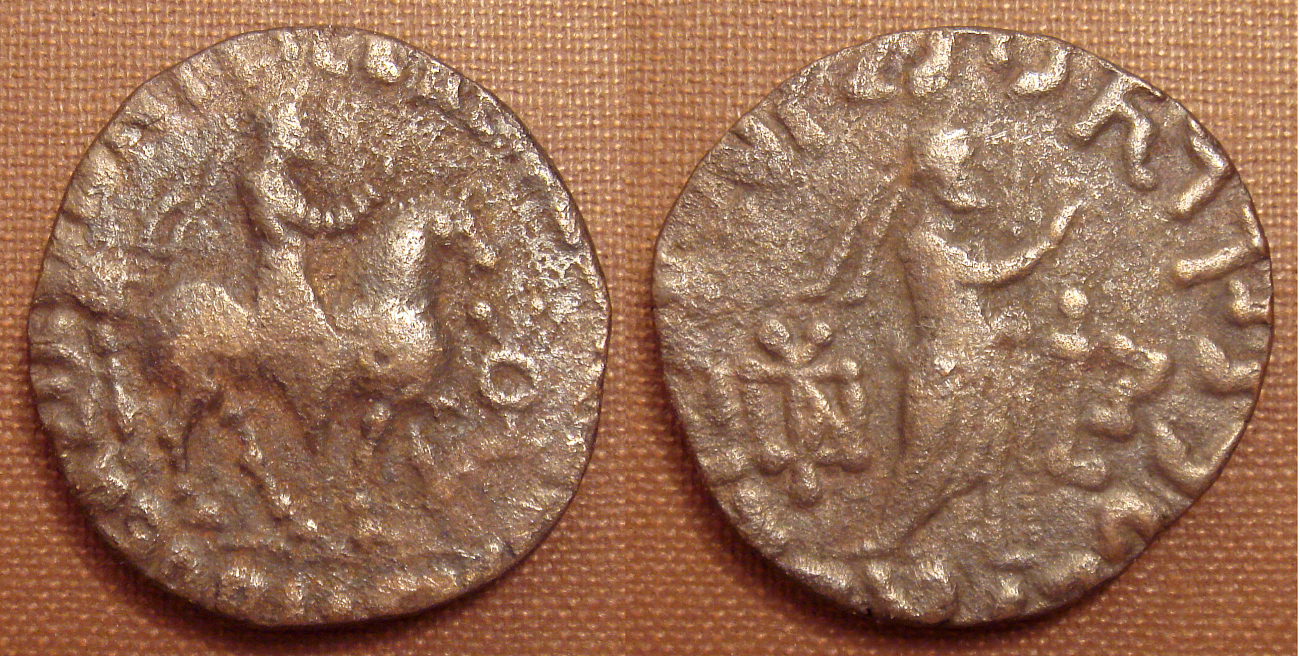
Münze des Abdagases I.

Abdagases I. war ein indo-parthischer König, der um 50 bis 65 regierte.
Abdagases I. war der Neffe seines Vorgängers Gondophares. Auf seinen Münzen, aus denen allein seine Existenz bekannt ist, wird er als Herrschender über Könige betitelt, woraus geschlossen wurde, dass die zentrale Gewalt langsam verloren ging und der Herrscher seine Macht mit anderen Königen teilen musste, obwohl er noch als Oberhaupt anerkannt wurde. Unter Abdagases I. ging Gandhara an den Kuschana-Herrscher Vima Takto verloren.
Vielleicht war Abdagases I. mit dem von Tacitus erwähnten, aus dem Haus Suren stammenden parthischen Adligen Abdagaeses verwandt, der zusammen mit seinem Sohn Sinnaces 35–36 n. Chr. den parthischen Gegenkönig Tiridates III. gegen Artabanos II. unterstützt hatte. Allerdings ist diese vermutete Verwandtschaftsbeziehung unsicher. Es ist auch nicht feststellbar, ob Abdagases I. mit dem von Flavius Josephus erwähnten gleichnamigen Heerführer des Artabanos II. identisch war.
Abdagases’ Nachfolger wurde wahrscheinlich Satavastres.